# Параизополис (Сан-Паулу)
Параизо́полис, порт. Paraisópolis («Райский город», от порт. paraíso — рай и др.-греч. πόλις — город) — фавела, район трущоб, расположенный на юге города Сан-Паулу, Бразилия, и относящийся к округу Вила-Андради. Население по переписи 2010 года составляет 42 826 жителей.

## История возникновения
Район Параизополис первоначально был участком земли, отведённым под строительство элитных жилых домов в рамках плана застройки, возникшего в 1921 году в результате разделения бывшей Фазенда-ду-Морумби на 2200 участков блоками 10 на 50 метров c улицами шириной 10 метров. С 1950-х годов земли, которые в то время были малообитаемыми и загородными, стали незаконно занимать семьи с низким доходом, в основном с северо-востока, привлечённые работой в гражданском строительстве. В 1970 году в Параизополисе насчитывалось уже двадцать тысяч жителей, многие их которых проживали там в жилищах, неучтённо построенных ими же самими. В то же время вокруг оккупированных территорий были созданы новые богатые кварталы и роскошные кондоминиумы, многие из них — с использованием труда жителей Параизополиса.
В начале 1980-х годов была предпринята попытка снести незаконно оккупированную территорию из-за строительства проспекта, который должен был соединить проспект Джованни Гронки с проспектом Маргинала Пиньейроса, но работы были приостановлены, а затем частично возобновлены в 2012 году. Их результатом стало создание проспекта Эбе Камарго.

## Описание

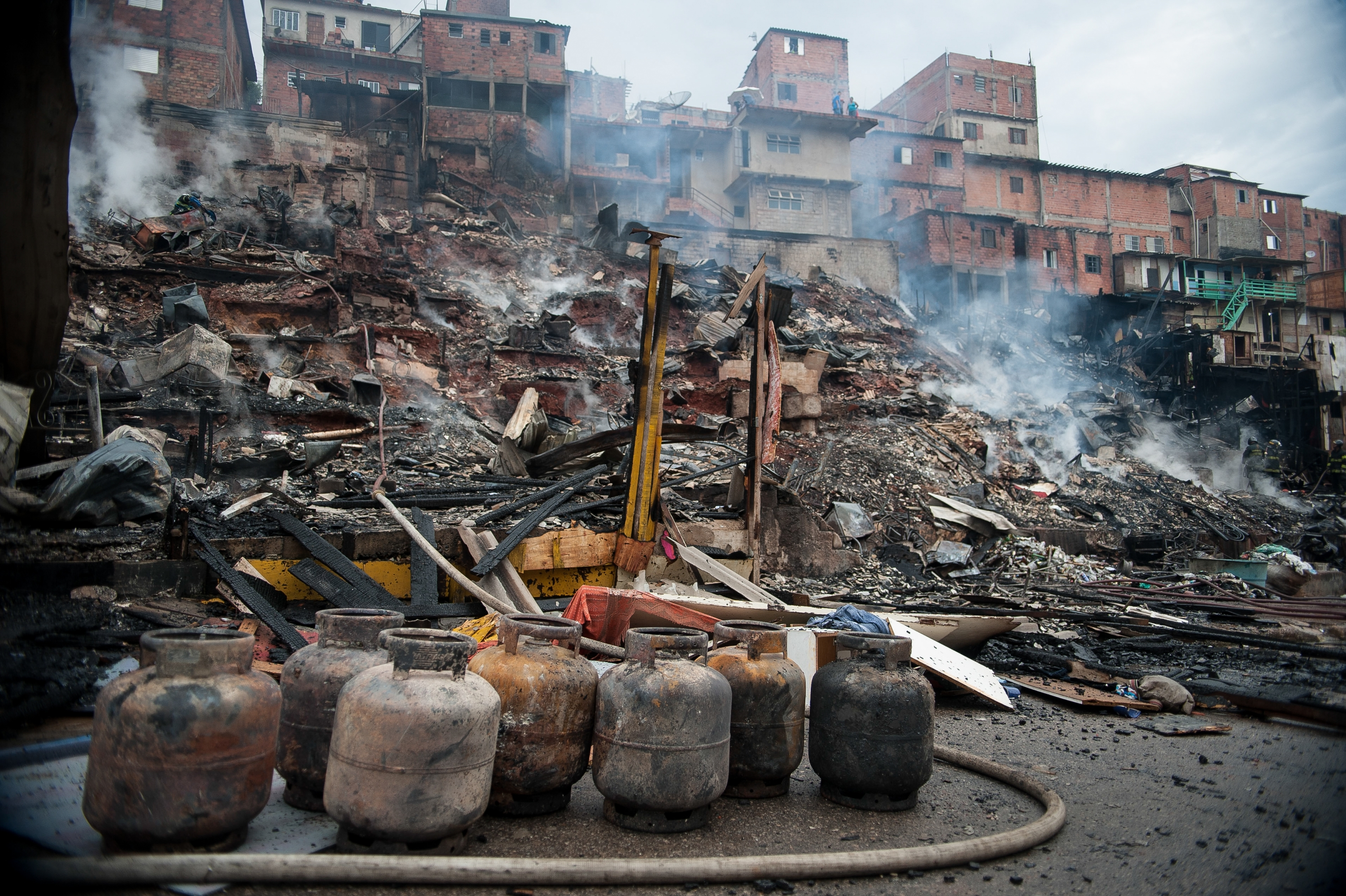
Последствия пожара 2013 года в Параизополисе

Расположенная в одном из самых богатых районов города Сан-Паулу, фавела граничит с роскошными кондоминиумами Jardim Vitória Régia, Paço dos Reis и Portal do Morumbi, последний является первым по высоте кондоминиумом в регионе. Параизополис имеет высокую плотность населения, около тысячи жителей на гектар, при этом лишь 25 % населения фавелы живут в домах, снабжённых канализацией, половина улиц не заасфальтирована, а 60 % населения используют нестандартные способы получения электричества. В начале XXI века Параизополис уже был второй по величине фавелой в Сан-Паулу и начал получать государственные инвестиции. В 2005 году начался процесс урбанизации и упорядочения строящейся здесь нерегулярно собственности, подобно тому, как это происходило в другой фавеле Сан-Паулу Гелиополисе. Правительство (муниципальное, государственное и федеральное) инвестировало более 250 миллионов реалов в частный сектор.
Среди мероприятий по урбанизации, проведённых в Параизополисе: мощение транспортных путей; аварийно-восстановительные работы инфраструктуры; оформление земли; канализация ручьёв; открытие новых улиц (впоследствии частично захваченных сквоттерами и вновь исключённых из официальной планировки), расширение тротуаров (также захваченных и впоследствии неправомерно суженных), строительство целостной водопроводной и канализационной сети, строительство гидравлических лестниц (также частично захваченных впоследствии), строительство проспекта Эбе Камарго, эвакуация из районов ветхого жилья (позже были повторно заселены сквоттерами), снос жилья в зонах риска, строительство водосточных желобов, строительство площадок для отдыха и парка, а также строительство 2500 единиц жилья по согласованию с CDHU.
В марте 2008 года международные делегации из Лагоса (Нигерия), Экурхулени (ЮАР), Каира (Египет), Манилы (Филиппины), Мумбаи (Индия), Рио-де-Жанейро (Бразилия), Ла-Паса (Боливия), Чили, Иль-де-Франс (Франция) и Ганы посетили несколько фавел в Сан-Паулу. Параизополис стал одной из них благодаря своей инфраструктуре, получившей высокую оценку зарубежных градостроителей, которые пришли к выводу, что «фавела несравнима ни с какой другой в мире и не может быть классифицирована как таковая». Совершенно очевидно, что анализ был лишь поверхностным, поскольку дорожная сеть в регионе хаотична.
13 декабря 2008 года в Параизополисе открылась школа CEU Paraisópolis с застроенной площадью более 10 000 м² на участке в 25 400 м², способная обслуживать 2800 учеников. Согласно данным Индекса развития базового образования, опубликованного в 2010 году, несмотря на инвестиции в образование, худшие государственные школы города расположены по соседству. Эта реальность контрастирует с частными школами, также расположенными по соседству, такими как Graded School, Colégio Visconde de Porto Seguro и ETEC Abdias do Nascimento.
В феврале 2009 года произошла серия столкновений между жителями Параизополиса и органами государственной власти. Из-за присутствия в этом районе Первой столичной команды (ПСК) произошли ограбления жилых домов, расположенных недалеко от районов с низким доходом, акты вандализма и перестрелки.
В декабре 2013 года пожар в Параизополисе оставил без крова около 250 семей.
1 декабря 2019 года в Параизополисе произошли массовые беспорядки, в ходе которых в результате действий сотрудников военной полиции штата погибли девять человек.
Отчет UOL, опубликованный 24 сентября 2022 года, в котором анализируются уголовные дела, связанные с ПСК, показывает, что основные преступления группировка совершает в Параизополисе. Это связано с сильным влиянием лидеров ПСК в фавеле и высокой плотностью населения. ПСК также ввела в действие на контролируемых ею территориях Закон о молчании, согласно которому, если жертва преступления обратится в суд, её могут казнить.